# Aphelocoma
Aphelocoma és un gènere d'ocells de la família dels còrvids (Corvidae) que en general habiten a l'oest dels Estats Units, Mèxic, i oest d'Amèrica Central, amb una espècie a Florida. Viuen en boscos oberts de pins i roures, garrigues i boscos mixtos de fulla perenne.

## Taxonomia
Segons la classificació del Congrés Ornitològic Internacional (versió 3.4, 2013) aquest gènere està format per 7 espècies:
- Aphelocoma californica - gaig de bardissa de Califòrnia.
- Aphelocoma coerulescens - gaig de bardissa de Florida.
- Aphelocoma insularis - gaig de bardissa de Santa Cruz.
- Aphelocoma ultramarina - gaig de bardissa ultramarí.
- Aphelocoma unicolor - gaig de bardissa unicolor.
- Aphelocoma wollweberi - gaig de bardissa de Mèxic.
- Aphelocoma woodhouseii - gaig de bardissa de Woodhouse.